# Aéroport Josep Tarradellas Barcelone-El Prat
Pour les articles homonymes, voir BCN.
L'aéroport Barcelone-El Prat (code IATA : BCN • code OACI : LEBL) est un aéroport international situé à environ 12 km au sud-ouest de Barcelone en Catalogne. Il est géré par Aeropuertos Españoles y Navegación Aérea (Aena).
L'aéroport est situé sur le territoire de la commune d'El Prat de Llobregat, rattachée à la comarque du Baix Llobregat, lui-même partie intégrante de la Catalogne.
Avec 49 883 928 passagers en 2023, l'aéroport est le deuxième aéroport en Espagne après celui de Madrid et le 30e aéroport le plus fréquenté au monde. Il est la base principale et la plate-forme de correspondance de la compagnie aérienne Vueling et une base majeure pour Iberia, Ryanair et Air Europa.

## Histoire
Le premier aérodrome de Barcelone, situé à El Remolar, commence ses opérations en 1916. Cependant, par manque d'une prévision de bonne expansion, un nouvel aéroport est inauguré à El Prat en 1918. Le premier avion à y atterrir est un Latécoère Salmson 300 qui arrive de Toulouse avec destination ultime Casablanca. L'aéroport est utilisé comme siège de l'Aéroclub de Catalogne et comme base de la flotte Zeppelin de la Marine espagnole. Le trafic commercial régulier commence en 1927 avec un vol d'Iberia vers l'aéroport de Madrid-Cuatro Vientos. Celle-ci fut la première route de la compagnie aérienne espagnole.
En 1948, une piste est construite, aujourd'hui 07-25, et cette même année, le premier service transocéanique est assuré par Pan American World Airways vers New York, avec un Lockheed Constellation. Entre 1948 et 1952, une deuxième piste est construite (piste 16-34), perpendiculairement à la précédente, mais aussi des voies de circulation et un terminal pour accueillir les passagers. En 1963, l'aéroport atteint le premier million de passagers par an. Une nouvelle tour de contrôle est construite en 1965 et le terminal est réaménagé en 1968 (aujourd'hui la zone la plus ancienne du terminal 2B). Le 3 août 1970, Pan American World Airways inaugure le service régulier entre Barcelone, Lisbonne et New York avec un Boeing 747. Le 4 novembre de la même année, Iberia commence le service de navette entre Barcelone et Madrid-Barajas. Quelques années plus tard, en 1976, un terminal est construit spécifiquement pour la navette d'Iberia et un autre exclusivement pour le trafic cargo et un service de courrier annexe. En 1977, plus de 5 millions de passagers annuels circulent dans l'aéroport.
Lors d'une réunion délocalisée à Barcelone, le conseil des ministres espagnol approuve le 21 décembre 2018 le changement de dénomination de l'aéroport en y introduisant le nom de Josep Tarradellas, sous la forme de Josep Tarradellas Barcelona-el Prat. Ce changement de nom entre en vigueur le 1er mars 2019.

## Situation
| \| 100 km1:11 216 000 \| Alicante Almería Andorre Badajoz Barcelone Bilbao Burgos León Castellón · de la Plana Ceuta Gérone Grenade Ibiza Jerez La Corogne Lleida Logroño Madrid Málaga Melilla Minorque Murcie Oviédo Palma de · Majorque Pampelune Reus Sabadell Saint-Jacques Saint-Sébastien Salamanque Santander Saragosse Séville Valence Valladolid Vigo Vitoria |
| 100 km1:11 216 000 |

Voir les Îles Canaries

## Galerie d'images

Plan de l'aéroport.
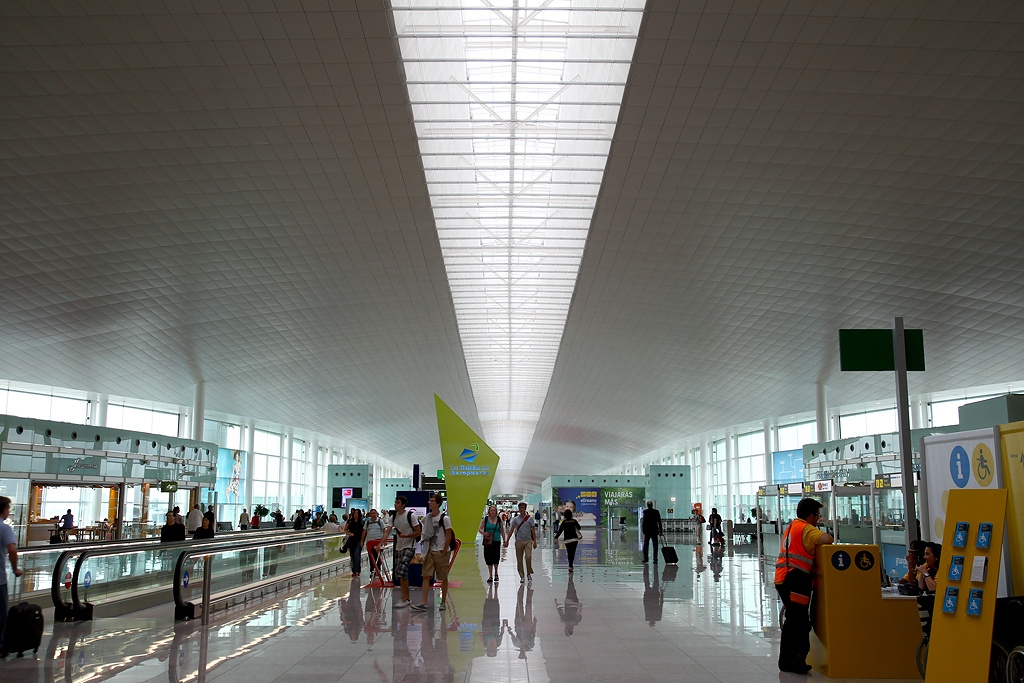
À l'intérieur du terminal 1.
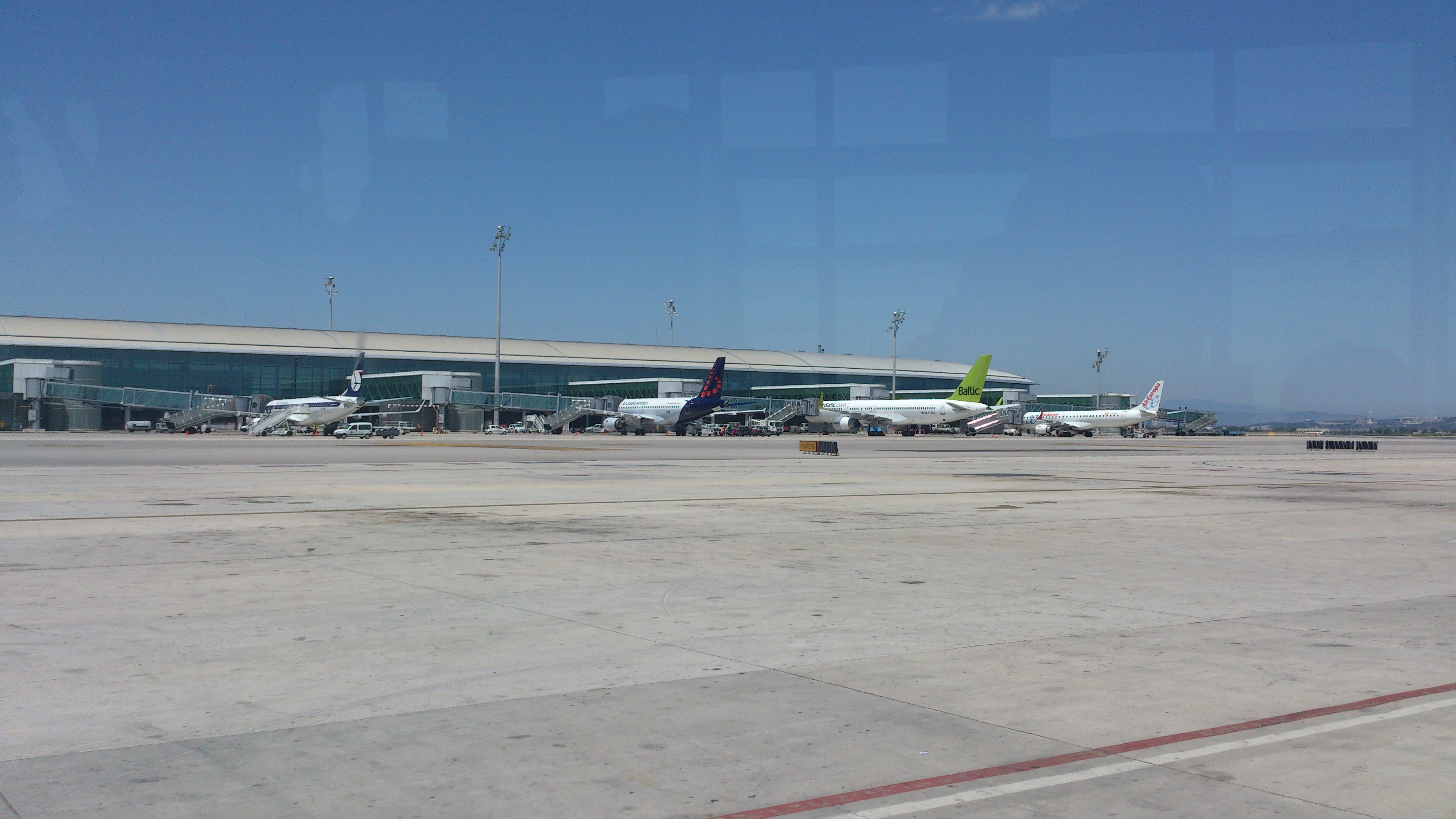
Piste de l'aéroport et avions en stationnement devant le terminal 1.
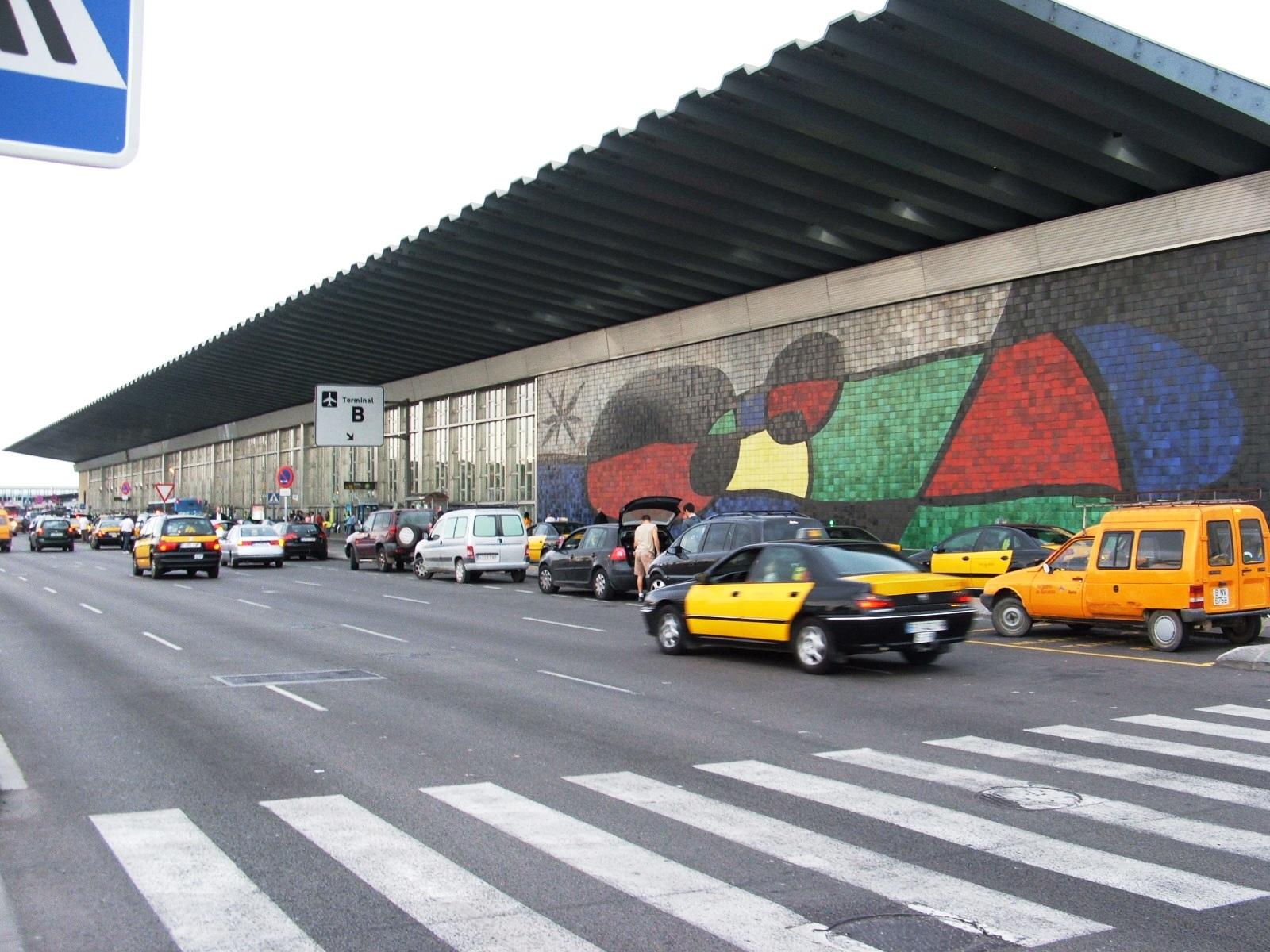
La mosaïque de Joan Miró accueille les usagers du terminal T2b.
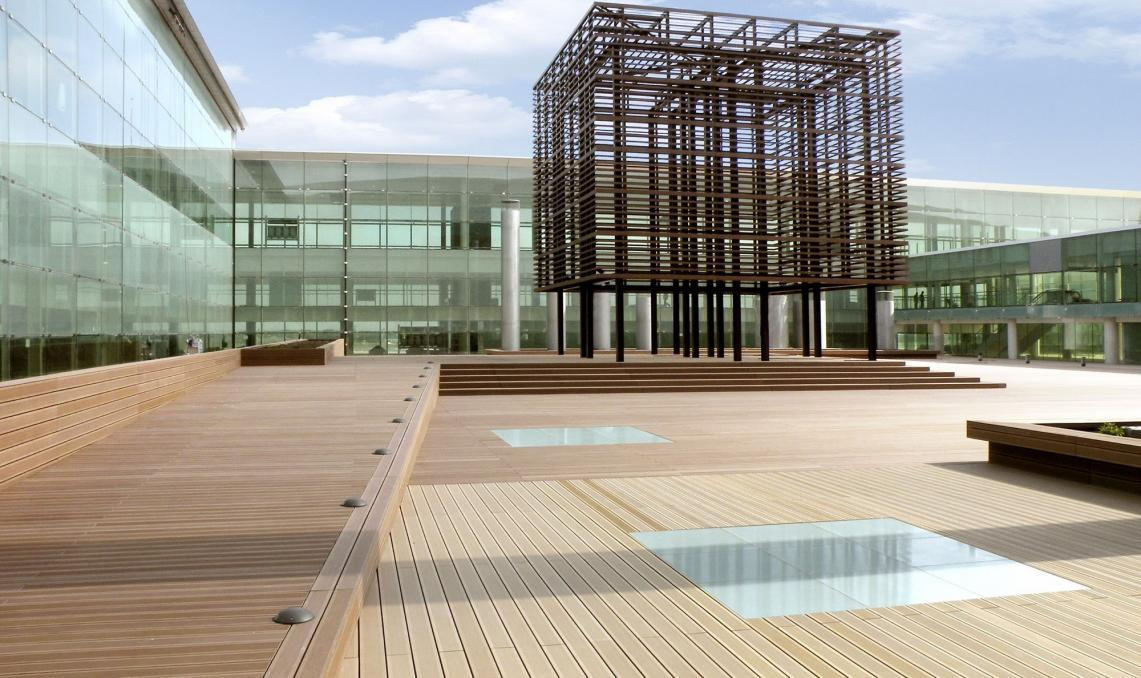
Nouveau terminal de l'aéroport El Prat et sa terrasse en Bois composite Silvadec[2].

## Compagnies aériennes et destinations
| Compagnies                    | Destinations |
| ----------------------------- | --- |
| Aegean Airlines               | Athènes E.-Venizélos, Thessalonique-Makedonía |
| Aer Lingus                    | Dublin |
| Air Algérie                   | Alger-Houari-Boumédiène, Oran-Ahmed-Ben-Bella |
| Air Arabia Maroc              | Casablanca-Mohammed-V, Fès-Saïss, Nador, Oujda-Les Angades, Tanger |
| airBaltic                     | Riga |
| Air Canada                    | Montréal (P.-E.-Trudeau) En saison: Toronto (Pearson) |
| Air China                     | Pékin-Capitale, Shanghai-Pudong |
| Air Europa                    | Madrid-Barajas, Palma de Majorque En saison: Lanzarote-Arrecife |
| Air France                    | Paris-Charles de Gaulle |
| Air Moldova                   | En saison: Chișinău |
| Air Senegal                   | Dakar-B. Diagne |
| Air Serbia                    | Belgrade-Nikola-Tesla |
| Air Transat                   | En saison: Montréal (P.-E.-Trudeau), Toronto (Pearson) |
| AJet                          | Istanbul-S. Gökçen |
| American Airlines             | Miami, New York-John F. Kennedy En saison : Chicago-O'Hare, Philadelphie |
| Arkia                         | Tel Aviv - Ben Gourion |
| Asiana Airlines               | Séoul-Incheon |
| Atlantic Airways              | En saison : Vágar |
| Austrian Airlines             | Vienne-Schwechat |
| Avianca                       | Bogota-El Dorado |
| Azerbaijan Airlines           | Bakou-H. Aliyev |
| Azores Airlines               | En saison: Ponta Delgada-Jean Paul II |
| Bluebird Airways              | Tel Aviv - Ben Gourion |
| British Airways               | Londres-City, Londres-Heathrow |
| Brussels Airlines             | Bruxelles-National |
| Bulgaria Air                  | En saison: Sofia-Vrajdebna |
| Croatia Airlines              | En saison: Zagreb-Pleso |
| Dan Air                       | Bacău-Georges-Enesco |
| Delta Air Lines               | New York-John F. Kennedy En saison : Atlanta H.-Jackson |
| Discover Airlines             | En saison: Francfort |
| easyJet                       | - Bâle-Mulhouse, - Berlin-Brandebourg, - Bristol, - Genève-Cointrin, - Lisbonne-H. Delgado, - Liverpool-J.-Lennon, - Londres-Gatwick, - Londres-Luton, - Lyon-Saint-Exupéry, - Manchester, - Milan-Malpensa, - Naples-Capodichino, - Strasbourg En saison : Belfast, Birmingham, Faro, Glasgow, Nice-Côte d'Azur |
| EgyptAir                      | Le Caire |
| El Al                         | Tel Aviv - Ben Gourion |
| Emirates                      | Dubaï, Mexico-B. Juárez |
| Etihad Airways                | Abou Dabi |
| Eurowings                     | Cologne/Bonn-K. Adenauer, Düsseldorf, Hambourg-H.-Schmidt, Prague-Václav-Havel, Stuttgart |
| Finnair                       | Helsinki-Vantaa |
| FlyOne                        | En saison: Chișinău |
| Iberia                        | - Badajoz, - León, - Madrid-Barajas, - Melilla, - Pampelune, - Valence En saison: Madère-C. Ronaldo, Strasbourg |
| Iberojet                      | En saison: Cancún, Punta Cana |
| Icelandair                    | Reykjavik-Keflavík |
| ITA Airways                   | Rome Léonard-de-Vinci/Fiumicino |
| Jet2.com                      | Birmingham , Leeds-Bradford, Manchester |
| KLM Royal Dutch Airlines      | Amsterdam |
| Korean Air                    | Séoul-Incheon |
| LATAM Brasil                  | São Paulo/Guarulhos |
| Level                         | Boston Logan, Buenos Aires-Ezeiza, Los Angeles, New York-John F. Kennedy, Santiago du Chili-A.-M.-Benítez En saison : San Francisco |
| LOT Polish Airlines           | Varsovie-Chopin En saison : Katowice-Pyrzowice, Wrocław-N. Copernic |
| Lufthansa                     | Francfort, Munich-F. J. Strauß |
| Luxair                        | Luxembourg-Findel |
| Norwegian Air Shuttle         | Copenhague-Kastrup, Helsinki-Vantaa, Oslo-Gardermoen, Stockholm-Arlanda En saison : Aalborg, Bergen, Stavanger |
| Pegasus Airlines              | Istanbul-S. Gökçen |
| Play                          | En saison: Reykjavik-Keflavík |
| Qatar Airways                 | Doha-Hamad |
| Royal Air Maroc               | Casablanca-Mohammed-V, Marrakech-Ménara En saison: Nador, Tanger |
| Royal Jordanian               | Amman-Reine-Alia |
| Ryanair                       | - Bergame-Orio al Serio, - Berlin-Brandebourg, - Billund, - Birmingham, - Bologne-Borgo Panigale, - Brindisi Papola/Casale, - Bruxelles-National, - Budapest-Ferenc Liszt, - Charleroi Bruxelles-Sud, - Cologne/Bonn-K. Adenauer, - Cork, - Cracovie-Jean-Paul II, - Dublin, - Édimbourg, - Eindhoven, - Faro, - Fès-Saïss, - Fuerteventura, - Francfort-Hahn, - Ibiza, - Jerez de la Frontera, - Liverpool-J.-Lennon, - Londres-Luton, - Londres-Stansted, - Luxembourg-Findel, - Malaga-Costa del Sol, - Malte, - Manchester, - Marrakech-Ménara, - Minorque-Mahón, - Nador, - Naples-Capodichino, - Newcastle, - Ouarzazate, - Oujda-Les Angades, - Palerme Falcone-Borsellino, - Palma de Majorque, - Paris-Beauvais, - Podgorica, - Poitiers-Biard, - Porto-F. Sá-Carneiro, - Prague-Václav-Havel, - Rabat-Salé, - Reggio de Calabre, - Riga, - Rome Léonard-de-Vinci/Fiumicino, - Saint-Jacques-de-Compostelle, - Séville-San Pablo, - Sofia-Vrajdebna, - Stockholm-Arlanda, - Tallinn, - Ténériffe-Nord, - Ténériffe-Sud Reine Sofia, - Turin S.-Pertini (Caselle), - Valladolid, - Varsovie-Modlin (Mazovie), - Venise - Marco Polo, - Vienne-Schwechat, - Vigo-Peinador, - Vilnius En saison : - Alghero-Fertilia, - Corfou-I. Kapodístrias, - East Midlands, - Gdańsk-L. Wałęsa, - Glasgow Prestwick, - Las Palmas/Gran Canaria, - Maastricht-Aix-la-Chapelle, - Pérouse-Sant'Egidio, - Santander-S. Ballesteros, - Trieste/Frioul |
| Saudia                        | Djeddah - Roi-Abdelaziz, Riyad-roi Khaled |
| Scandinavian Airlines         | Copenhague-Kastrup En saison : Oslo-Gardermoen |
| Shenzhen Airlines             | Shenzhen-Bao'an |
| Singapore Airlines            | Milan-Malpensa, Singapour-Changi |
| SunExpress                    | En saison : Izmir-A. Menderes |
| Swiss International Air Lines | Genève-Cointrin, Zurich |
| TAP Air Portugal              | Lisbonne-H. Delgado |
| Transavia                     | Amsterdam, Eindhoven, Rotterdam-La Haye |
| Transavia France              | Paris-Orly |
| Tunisair                      | Tunis-Carthage |
| Turkish Airlines              | Istanbul |
| T'way Airlines                | Séoul-Incheon |
| United Airlines               | Newark-Liberty, Washington-Dulles En saison : Chicago-O'Hare |
| Volotea                       | Bordeaux-Mérignac, Cagliari, Nantes-Atlantique, Oviédo-Asturies, Strasbourg En saison : Lille Lesquin, Marseille-Provence, Olbia-Costa Smeralda, Vérone - Villafranca |
| Vueling                       | - Alger-Houari-Boumédiène, - Alicante-Elche, - Almeria, - Amsterdam, - Athènes E.-Venizélos, - Bâle-Mulhouse, - Banjul, - Bari-Karol Wojtyła, - Beyrouth-Rafic Hariri, - Berlin-Brandebourg, - Bilbao, - Birmingham, - Bologne-Borgo Panigale, - Bordeaux-Mérignac, - Bruxelles-National, - Cagliari, - Catane-Fontanarossa, - Copenhague-Kastrup, - Dakar-B. Diagne, - Dublin, - Dubrovnik, - Düsseldorf, - Édimbourg, - Florence-Peretola, - Fuerteventura, - Genève-Cointrin, - Göteborg, - Grenade-F. García-Lorca, - Hambourg-H.-Schmidt, - Hanovre, - Ibiza, - Jerez de la Frontera, - La Corogne, - Lanzarote-Arrecife, - La Palma, - Las Palmas/Gran Canaria, - Le Caire, - Lisbonne-H. Delgado, - Londres-Gatwick, - Lyon-Saint-Exupéry, - Madrid-Barajas, - Malaga-Costa del Sol, - Malte, - Manchester, - Marrakech-Ménara, - Marseille-Provence, - Minorque-Mahón, - Milan-Malpensa, - Munich-F. J. Strauß, - Nantes-Atlantique, - Naples-Capodichino, - Nice-Côte d'Azur, - Nuremberg-A. Dürer, - Oslo-Gardermoen, - Oviédo-Asturies, - Palerme Falcone-Borsellino, - Palma de Majorque, - Paris-Charles de Gaulle, - Paris-Orly, - Porto-F. Sá-Carneiro, - Prague-Václav-Havel, - Rome Léonard-de-Vinci/Fiumicino, - Saint-Sébastien, - Santander-S. Ballesteros, - Saint-Jacques-de-Compostelle, - Séville-San Pablo, - Stockholm-Arlanda, - Stuttgart, - Tanger, - Tel Aviv - Ben Gourion, - Ténériffe-Nord, - Ténériffe-Sud Reine Sofia, - Turin S.-Pertini (Caselle), - Valence, - Valladolid, - Venise - Marco Polo, - Vienne-Schwechat, - Vigo-Peinador, - Zurich En saison : - Alghero-Fertilia, - Amman-Reine-Alia, - Bergen, - Charm el-Cheikh, - Corfou-I. Kapodístrias, - Faro, - Gênes-Christophe-Colomb, - Helsinki-Vantaa, - Héraklion-N. Kazantzákis, - Larnaca, - Mykonos, - Olbia-Costa Smeralda, - Reykjavik-Keflavík, - Rovaniemi, - Sal-A. Cabral, - Salerne-Côte amalfitaine, - Santorin, - Split, - Toulouse-Blagnac, - Tunis-Carthage, - Zagreb-Pleso |
| WestJet                       | En saison : Calgary, Halifax (Stanfield) |
| Wizz Air                      | - Belgrade-Nikola-Tesla, - Bucarest-H. Coandă, - Budapest-Ferenc Liszt, - Chișinău, - Cluj-Napoca, - Cracovie-Jean-Paul II, - Craiova, - Iași , - Katowice-Pyrzowice, - Rome Léonard-de-Vinci/Fiumicino, - Sofia-Vrajdebna, - Tel Aviv - Ben Gourion, - Timişoara-T. Vuia, - Tirana-Mère-Teresa, - Varsovie-Chopin, - Vienne-Schwechat, - Vienne-Schwechat, - Vilnius, - Wrocław-N. Copernic En saison : Gdańsk-L. Wałęsa, Koutaïssi-David-IV |

## Trafic

### En graphique
Le graphique qui aurait dû être présenté ici ne peut pas être affiché car il utilise l'ancienne extension Graph, désactivée pour des questions de sécurité. Des indications pour créer un nouveau graphique avec la nouvelle extension Chart sont disponibles ici.

Voir la requête brute et les sources sur Wikidata.

#### Zoom sur l'impact du covid de 2019-2020
Le graphique qui aurait dû être présenté ici ne peut pas être affiché car il utilise l'ancienne extension Graph, désactivée pour des questions de sécurité. Des indications pour créer un nouveau graphique avec la nouvelle extension Chart sont disponibles ici.

Voir la requête brute et les sources sur Wikidata.

### En tableau
| 2000       | 2005       | 2006       | 2007       | 2008       | 2009       | 2010       | 2011       | 2012       | 2013       | 2014       | 2015       | 2016       | 2017       | 2018       |
| ---------- | ---------- | ---------- | ---------- | ---------- | ---------- | ---------- | ---------- | ---------- | ---------- | ---------- | ---------- | ---------- | ---------- | ---------- |
| 19 809 540 | 27 152 745 | 30 008 302 | 32 898 249 | 30 272 084 | 27 421 682 | 29 209 595 | 34 398 226 | 35 144 503 | 35 210 735 | 37 558 981 | 39 711 276 | 44 154 722 | 47 284 346 | 50 172 457 |

## Accès

### Transports en commun
Train et métro
Le terminal 2 a son propre train de banlieue Rodalies de Catalunya sur la ligne R2, qui part de la station Maçanet-Massanes toutes les 30 minutes, avec de grands arrêts à la gare de Barcelona Sants et de la gare Passeig de Gràcia assez central pour assurer le transfert à Barcelone système de métro, aussi dans la gare de Clot. Les passagers pour le T1 doivent prendre un bus reliant le Terminal 2B au Terminal 1.
L'aéroport est également relié par le métro depuis le 12 février 2016 avec la ligne 9 sud du métro de Barcelone avec une station dans chaque terminal : la station Aeroport T1 est située sous le premier terminal de l'aéroport et la gare Aeroport T2 à proximité de la gare ferroviaire du second terminal. La ligne relie plusieurs lignes de métro de Barcelone vers le centre-ville.

### Route, bus et taxis
L'autoroute C-32B relie l'aéroport à un principal échangeur de trafic entre Ronda de Dalt la rocade de Barcelone et les principales autoroutes. Il est prévu pour le stationnement des voitures à l'aéroport, avec environ 24 000 places de stationnement.
Les Transports Metropolitans de Barcelona (TMB) ligne de bus public 46 courses de la Plaça Espanya. D'autres entreprises offrent des transferts de l'aéroport de Barcelone aux aéroports les plus proches comme l'aéroport de Reus ou de Girona-Costa Brava, les capitales provinciales et nationales et des liens avec la France ou l'Andorre. Une ligne de bus privé prévue (Aerobús) de la Plaça Catalunya, arrête à Urgell et Plaça d'Espanya. Les arrêts de bus sont disponibles à chaque terminal. L’Aerobús offre une liaison rapide et directe entre l'aéroport de Barcelone et le centre-ville (place de Catalogne, place d'Espagne). La ligne A1 dessert le terminal 1 et circule toutes les 5 à 10 minutes de 5 heures à minuit 30. La ligne A2 dessert le terminal 2 et circule toutes les 10 à 20 minutes de 5 heures 30 et 1 heure du matin. Pour les deux lignes, le tarif est de 5,90 euros pour un aller simple et de 10,20 euros pour un aller-retour. L'Aerobús est accessible aux personnes à mobilité réduite.
Les stations de taxis existent en dehors du terminal principal : Terminal 1 (T1) ou Terminal 2 (et des 3 bâtiments de l'aérogare 2 - T2A, T2B ou T2C). Les taxis fonctionnent en continu. Le trajet vers le centre-ville prendra entre 25 et 40 minutes, selon les conditions de circulation. Partir du Terminal 1 plutôt que le Terminal 2 ajoute un supplément de 4 km pour votre voyage et prendra environ 5 minutes de plus.